# Обручёвское сельское поселение
Обручёвское се́льское поселе́ние — муниципальное образование в Кизильском районе Челябинской области Российской Федерации. В рамках административно-территориального устройства муниципальное образование  соответствует административно-территориальной единице Обручёвский сельсовет.
Административный центр — село Обручёвка.

## История
Статус и границы сельского поселения установлены Законом Челябинской области от 17 сентября 2004 года № 276-ЗО «О статусе и границах Кизильского муниципального района и сельских поселений в его составе»

## Население
| 2002  | 2010  | 2011  | 2012  | 2013  | 2014  | 2015  |
| ----- | ----- | ----- | ----- | ----- | ----- | ----- |
| 1633  | ↘1590 | ↘1586 | ↘1584 | ↘1565 | ↘1493 | ↘1446 |
| 2016  | 2017  | 2018  | 2019  | 2020  | 2021  |       |
| ↘1428 | ↘1406 | ↘1378 | ↘1366 | ↗1368 | ↘1203 |       |

## Состав сельского поселения
| № | Населённый пункт | Тип населённого пункта       | Население |
| - | ---------------- | ---------------------------- | --------- |
| 1 | Михайловка       | посёлок                      | ↘216      |
| 2 | Обручёвка        | село, административный центр | ↗1153     |
| 3 | Симбирка         | посёлок                      | ↗221      |